# El último detective
El último detective (título original: Dangerous Davies: The Last Detective) es un telefilme británico de comedia y crimen de 1981, dirigido por Val Guest, que a su vez lo escribió junto a Leslie Elizabeth Thomas, está basado en una novela de este último; musicalizado por Ed Welch, en la fotografía estuvo Frank Watts y los protagonistas son Bernard Cribbins, Bill Maynard y Joss Ackland, entre otros. Este largometraje fue producido por Incorporated Television Company (ITC), ITC Entertainment Group, Inner Circle Films y Maidenhead Film Productions; se estrenó el 4 de enero de 1981.

## Sinopsis
Cuando a Dangerous Davies, a quien sus superiores poco respetan, se le da la tarea de hallar a un conocido líder del crimen, descubre los detalles de un caso de hace quince años que aún no se ha solucionado.